# بخش نانتر
بخش نانتر (به فرانسوی: Arrondissement de Nanterre) یک بخش در فرانسه است که در او-دو-سن واقع شده‌است.